# Георадиолокация
Георадиолокация (подповерхностное радиолокационное зондирование; англ. ground-penetrating radar, GPR) — геофизический метод, основанный на излучении импульсов электромагнитных волн и регистрации сигналов, отраженных от различных объектов зондируемой среды.
Прибор, в котором реализованы принципы георадиолокации, называется георадаром. Основные его элементы — импульсный генератор с передающей антенной, приемная антенна и блок управления.

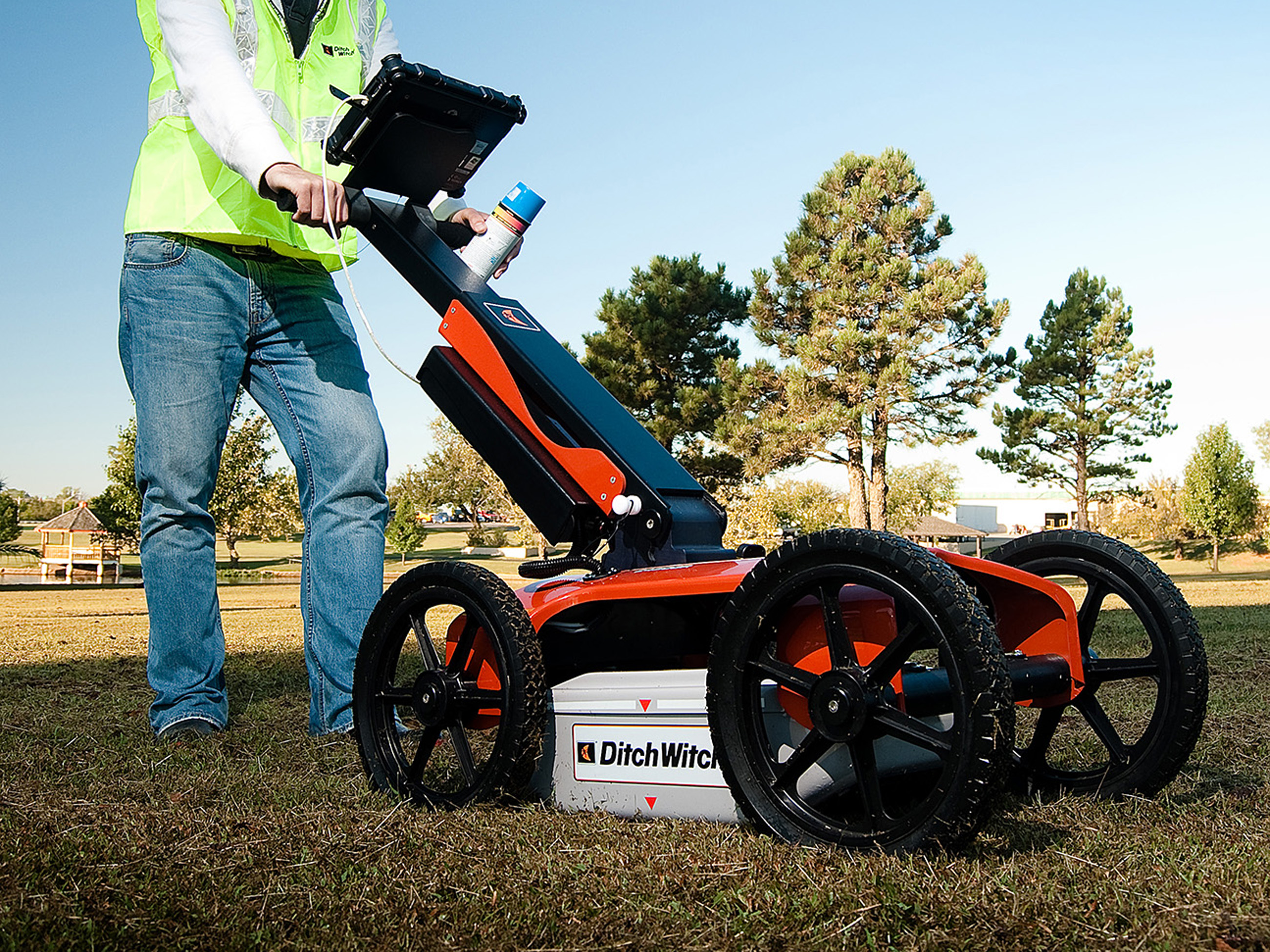
Глубинная антенна георадара.

Георадиолокация как отдельная область науки и техники включает в себя:
1. Исследование распространения волн в грунтах
2. Разработку сверхширокополосных импульсных антенн
3. Конструирование электронных блоков георадаров
4. Обработку полученных сигналов

Объектами приложения георадиолокации являются среды с низким и умеренным поглощением электромагнитных волн: гранит, кварцит, известняк, гипс, песчаные грунты, суглинки с низкой влажностью, водные объекты, ледники, инженерные сооружения (железные и автомобильные дороги, тоннели, бетонные конструкции).

## История георадиолокации
Возможность «просвечивания» горных пород с помощью радиоволн установлена ещё в 1910—1911 гг. немецкими учеными Г. Лови и Г.Леймбахом. Ими же в 1912 г. предложен интерференционный метод для поиска руд и воды с помощью радиопросвечивания.
Позднее произошло второе открытие метода, во время изучения Антарктики. При картировании рельефа поверхности с самолета стандартным бортовым локатором на записи самописца ниже границы льда стала прослеживаться вторая граница, похожая на первую, но с некоторыми отличиями. Анализируя полученную картину, специалисты пришли к выводу, что первая граница — это поверхность земли, а вторая — это подошва ледяного покрова. С этого момента стало возможным оценивать мощности льдов. За счет низкого поглощения электромагнитной волны в толще льда, глубина исследования достигла нескольких сот метров. Вскоре по аналогии был создан наземный прибор, названный георадаром, применяемый также для оценки толщины ледового покрова. Метод стал развиваться чисто на практическом применении, не подкрепляясь теорией. Тем не менее, он хорошо зарекомендовал себя при исследованиях в условиях вечной мерзлоты.
В последние годы произошло быстрое развитие теории метода. Георадары стали использоваться для изучения не только льдов, но и других грунтов. Кроме того георадар стал применяться для решения археологических задач, задач в строительстве и множества других. Ежегодно проводятся конференции и семинары, посвященные исключительно георадиолокации.

## Физические основы метода

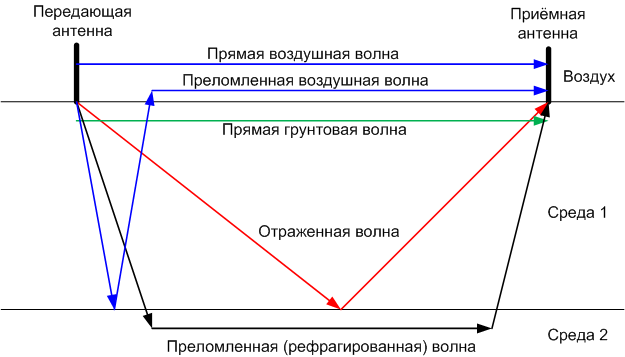
Схема распространения электромагнитных волн в двухслойной среде

Принцип действия аппаратуры подповерхностного радиолокационного зондирования (георадара) основан на излучении сверхширокополосных (наносекундных) импульсов метрового и дециметрового диапазона электромагнитных волн и приеме сигналов, отраженных от границ раздела слоев зондируемой среды, имеющих различные электрофизические свойства. Такими границами раздела в исследуемых средах являются, например, контакт между сухими и влагонасыщенными грунтами — уровень грунтовых вод, контакты между породами различного литологического состава, между породой и материалом искусственного сооружения, между мерзлыми и талыми грунтами, между коренными и осадочными породами и т. д.
Распространение электромагнитных волн в методе георадиолокации описываются волновыми уравнениями электродинамики, которые являются следствием полной системы уравнений Максвелла.
В практических приложениях распространение волн рассматривается в рамках законов геометрической оптики. Действуют принцип Ферма, Принцип Гюйгенса — Френеля и закон Снелла. Соответственно, распространяющаяся волна испытывает следующие явления:
- Отражение от границ раздела сред с разной относительной диэлектрической проницаемостью.
- Преломление на границе раздела сред с разной относительной диэлектрической проницаемостью. Важным случаем преломления является преломление под критическим углом, когда преломленный луч распространяется параллельно границе раздела сред.
- Дифракция (возникает, когда электромагнитными волнами облучается объект, размеры которого меньше преобладающей длины волны). На этом явлении основан поиск локальных объектов.
- Затухание (общее уменьшение амплитуды зондирующего сигнала при прохождении его в среде)

Наиболее важными параметрами сред, характеризующими распространение электромагнитных волн в них, являются скорость распространения волн в среде и удельное затухание.
Скорость распространения электромагнитных волн в общем случае зависит от относительной диэлектрической проницаемости, относительной магнитной проницаемости и частоты приложенного поля. Однако для большинства сред, встречающихся на практике, относительная магнитная проницаемость равна единице, а влиянием частоты можно пренебречь. Поэтому скорость распространения волн в среде определяется по формуле: V = c/корень(ε), где c — скорость света, ε — относительная диэлектрическая проницаемость среды. Скорость сильно зависит от влажности.
Удельное затухание существенно влияет на глубинность обследования. Оно зависит от частоты приложенного поля.

### Электрофизические параметры некоторых сред
| Среда            | Относительная диэлектрическая проницаемость | Удельное затухание, дБ/м | Скорость распространения волн, м/нс |
| ---------------- | ------------------------------------------- | ------------------------ | ----------------------------------- |
| Воздух           | 1                                           | 0                        | 0,300                               |
| Песок влажный    | 20 — 30                                     | 0,5 — 5                  | 0,055 — 0,067                       |
| Песок сухой      | 4 — 6                                       | 0,01 — 1,5               | 0,122 — 0,150                       |
| Суглинок влажный | 10 — 20                                     |                          | 0,067 — 0,095                       |
| Суглинок сухой   | 4 — 6                                       |                          | 0,122 — 0,150                       |
| Глина влажная    | 19 — 27                                     | 25 — 110                 | 0,058 — 0,069                       |
| Глина сухая      | 2 — 7                                       | 3 — 14                   | 0,113 — 0,212                       |
| Торф             | 50 — 78                                     |                          | 0,034 — 0,042                       |
| Ил               | 13 — 27                                     |                          | 0,058 — 0,083                       |
| Гранит           | 9                                           |                          | 0,100                               |
| Бетон сухой      | 3 — 7                                       | 1 — 7                    | 0,090 — 0,113                       |
| Асфальт сухой    | 3 — 6                                       | 2 — 15                   | 0,122 — 0,173                       |
| Пресный лёд      | 4                                           | 0,1 — 3,5                | 0,150                               |
| Пресная вода     | 81                                          | 0,10                     | 0,033                               |

## Технология георадиолокационного обследования
Георадиолокационное обследование может проводиться в двух модификациях: георадарное профилирование на постоянной базе (англ. common offset profiling) и георадарное зондирование на переменной базе (англ. multi-offset profiling).
При георадарном профилировании на постоянной базе намечается профиль, по которому затем проходит оператор с георадаром, у которого антенна приемника и излучателя находятся на заданном расстоянии друг от друга. С заданным шагом георадар генерирует электромагнитный импульс и регистрирует отклик среды — функцию амплитуды отраженного сигнала от времени запаздывания отраженного импульса.
При георадарном зондировании на переменной базе положение оси георадара не меняется, зато постепенно увеличивается расстояние между антеннами.

## Обработка результатов георадиолокационного обследования
Результатом георадиолокационного обследования является набор одиночных трасс (сигналов), зарегистрированных приемной антенной при каждом положении георадара.
Обычно этот набор трасс отображается методом переменной плотности, то есть в виде изображения — радарограммы. Горизонтальная ось радарограммы — это ось профиля (в метрах). Вертикальная ось радарограммы — это ось времени с началом в момент посылки зондирующего импульса. Цвет каждого пикселя соответствует уровню амплитуды сигнала.

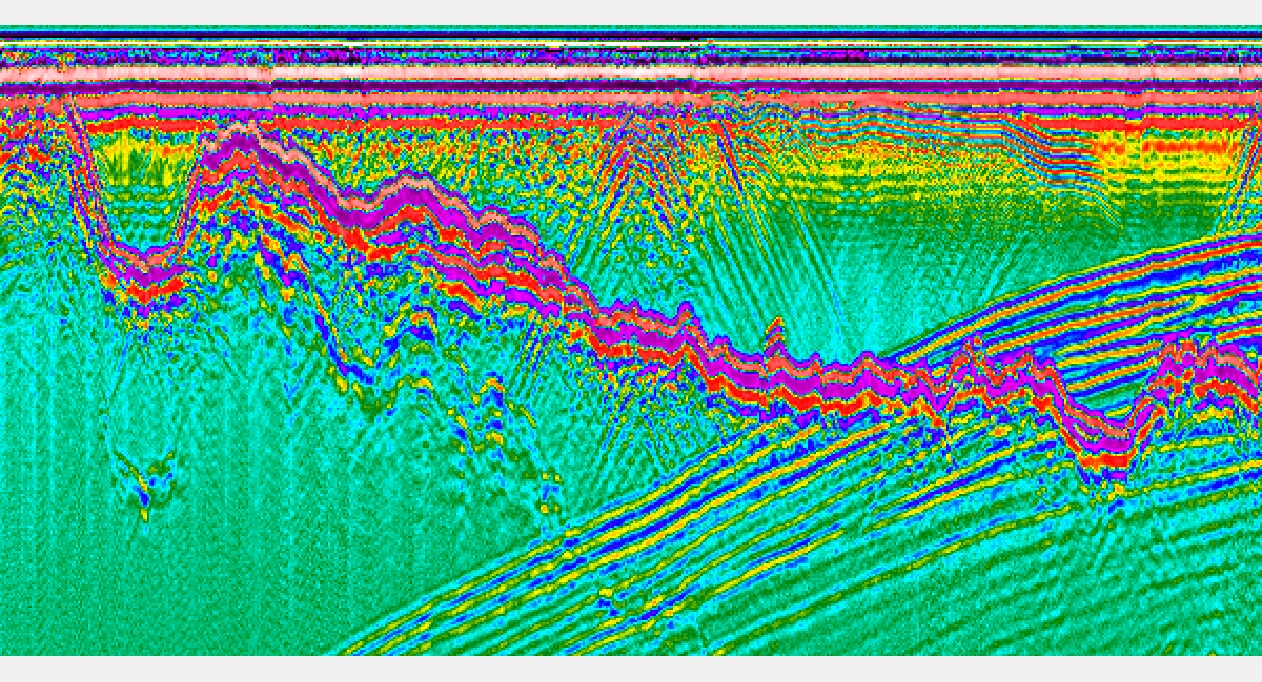
Радарограмма дна р. Амур у г. Хабаровска

Необходимость дальнейшей обработки радарограмм объясняется несколькими причинами. Во-первых, для решения инженерных задач необходимо иметь зависимость амплитуды сигнала от глубины его отражения, тогда как исходная радарограмма представляет собой зависимость амплитуды сигнала от времени отражения. Во-вторых, необходимо избавляться от различного рода помех, скрывающих полезный сигнал.

При обработке радарограмм используются следующие виды преобразований:
1. Традиционные преобразования, основанные на теории цифровой обработки сигналов:
  - Нахождение сигнала прямого прохождения между антеннами и вычитание его из всех записанных сигналов;
  - Частотная фильтрация;
  - Усреднение сигналов;
  - Коррекция амплитуд;
  - Преобразование Гильберта;
  - Синтез апертуры;
  - Деконволюция;
  - Вейвлет-преобразование.
2. Преобразования, основанные на алгоритмах обработки изображений, в том числе миграция
3. Преобразования на основе морфологического анализа и теории хаоса[1]

Окончательным этапом обработки радарограмм является интерпретация, на котором непосредственно решается поставленная инженерная задача. Интерпретация проводится в две стадии: на первой анализируются основные особенности волновой картины, на второй — её локальные особенности.
Обработка радарограмм осуществляется в специальных программных комплексах: GeoScan32, ГЕОРАДАР-ЭКСПЕРТ, Крот, Easy3D, Prism. В научных целях используется также система моделирования георадарных данных GprMax, основанная на методе конечных разностей, и свободно распространяемый по лицензии GNU продукт MatGPR, написанный на базе MATLAB.

## Достоинства метода
Достоинствами метода георадиолокации являются сравнительно невысокая стоимость обследования, большая производительность и технологичность. Георадиолокация обеспечивает непрерывность измерений и достаточно четко устанавливает положение границ разделов грунта.

## Недостатки метода
При использовании метода требуется существенная обработка результатов, которая зависит от опыта геофизика-интерпретатора. Часто на радарограмме возникают переотражения и помехи (например, от опор контактной сети, подземных кабелей и т. п.), которые усложняют процесс интерпретации результатов. В глинистых грунтах радиоволны довольно быстро затухают. Кроме того, по данным георадиолокационного обследования практически невозможно определить физико-механические свойства сред.
Поэтому, как правило, метод используется либо для предварительного обследования, либо для решения отдельных локальных задач, либо в комплексе с другими методами (сейсморазведка, электроразведка, традиционное бурение и др.)

## Основные приложения георадиолокации
- Зондирование верхних геологических слоёв грунтовых массивов
- Гидрогеологические исследования
- Геокриологические исследования
- Поиск подземных коммуникаций (труб, кабелей)
- Неразрушающий контроль (диагностика) инженерных сооружений: оснований зданий, земляного полотна железных, автомобильных дорог
- Археологические изыскания
- Гуманитарное разминирование

## Георадар
Георадар состоит из антенной части, включающей передающую и приемную антенну, блока регистрации и блока управления. 